# 福島和人
福島 和人（ふくしま かずと、1937年(昭和12年) - ）は、日本の仏教学者（浄土真宗）。
石川県金沢市生まれ。1961年金沢大学法文学部史学科卒。1963年大谷大学大学院仏教文化学部修士課程修了。大谷高等学校教諭。大谷専修学院講師、真宗大谷派教学研究所嘱託研究員。

## 著書
- 『近代日本の親鸞 その思想史』法蔵館、1973
- 『この世に棲んで 等身大の思想』法蔵館、1977
- 『等身大の思想 続・この世に棲んで』文明堂、1980
- 『親鸞思想 戦時下の諸相』法蔵館、1995
- 『雄猫と思いきや』文芸社、2008

### 共編著
- 『大地の仏者』大桑斉共著 能登印刷出版部、1983
- 『魂萌ゆ 暁烏敏の世界』太田清史共編纂 真宗大谷派宗務所出版部、1986
- 『道ここに在り 高光大船の世界』水島見一共編 真宗大谷派宗務所出版部、2000

## 参考
- ISBN 4286043320